# 이글루코퍼레이션
이글루코퍼레이션(Igloo Corp.)는 대한민국의 IT 기업이다. 본사는 서울특별시 송파구 정의로8길 7 한스빌딩에 위치해 있으며 대표이사는 이득춘이다.

## 역사
이글루시큐리티에서 현재 사명으로 변경하였다.

## 상장
2010년 8월 4일에 미래에셋증권을 주관사로 공모가 14,000원에 코스닥 시장에 상장하였다.

## 참고문헌
1. ↑  이글루시큐리티, 통합보안관제 특허 3건 취득, 정보통신신문, 2022.03.15
2. ↑  이글루시큐리티, 파이오링크 인수로 정보보호 기업 매출 TOP 3 올라서나, 보안뉴스, 2021-10-27
3. ↑  이글루시큐리티, 머신러닝 알고리즘 정확성 높이는 AI 특허 취득, AI 타임즈, 2020.08.04
4. ↑  이글루시큐리티, '이글루코퍼레이션'으로 사명 변경 추진, 지디넷코리아, 2022/03/20